# 撒迦利亚·波尔森

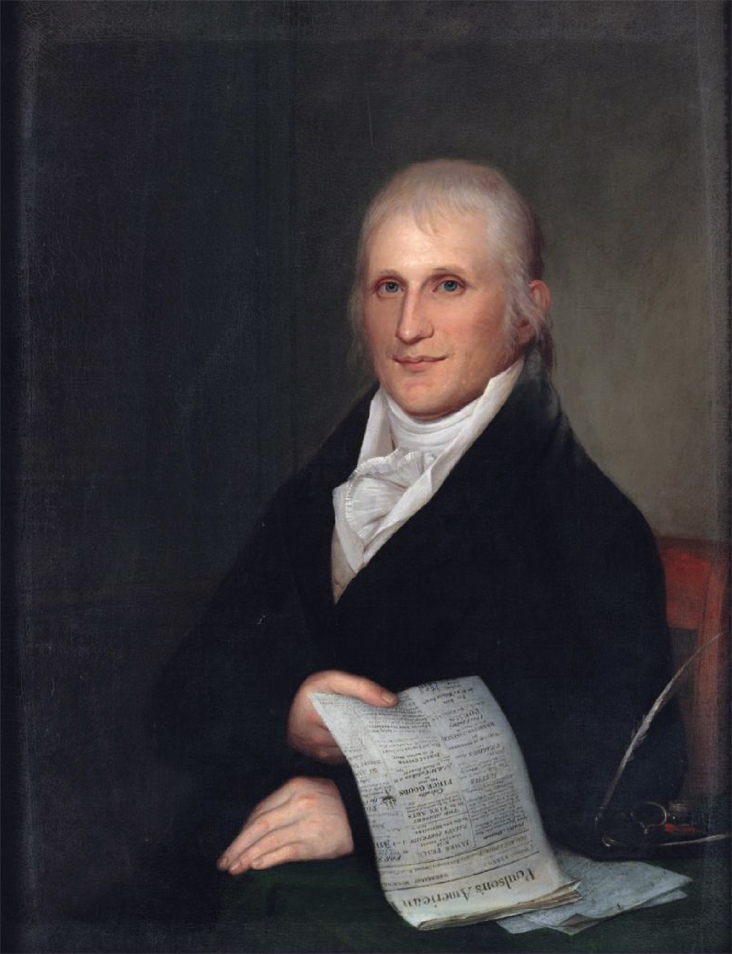
撒迦利亚·波尔森（由James Peale绘制）

撒迦利亚·波尔森（英語：Zachariah Poulson，1761年—1844年）是一名美国编辑与出版商。
波尔森于1761年出生于費城。在1800年，他买下了美国第一份日报《Pennsylvania Packet》的继承者《Claypoole's American Daily Advertiser》。他担任了几年的国家印刷师，并负责出版了1789年到1801年的《Poulson's Town and Country Almanac》。他还于1797年到1798年间出版了Proud的《History of Pennsylvania》。

## 著作
- Ninian Magruder. 《An inaugural dissertation on the small-pox》（1792）
- Samuel Cooper. 《A dissertation on the properties and effects of the datura stramonium, or common thorn-apple》（1797）